# Otto Ohlsson
Otto Ohlsson (Helsingborg, 1890. szeptember 29. – ?, 1944. július 31.) svéd nemzetközi labdarúgó-játékvezető.

## Pályafutása

### Nemzeti játékvezetés
A bíróknak a sportág kibontakozásának kezdetén még nem volt szükségük tapasztalatok szerzésére. Sportvezetőik javaslatára a nemzeti bajnokságban kezdték működésüket. Az aktív nemzeti játékvezetéstől 1937-ben vonult vissza.

### Nemzetközi játékvezetés
A Svéd labdarúgó-szövetség Játékvezető Bizottsága (JB) 1924-ben terjesztette fel nemzetközi játékvezetőnek, a Nemzetközi Labdarúgó-szövetség (FIFA) bíróinak keretébe. Több nemzetek közötti válogatott és klubmérkőzést vezetett. A svéd nemzetközi játékvezetők rangsorában, a világbajnokság-Európa-bajnokság sorrendjében többedmagával a 24. helyet foglalja el 1 találkozó szolgálatával. Az aktív nemzetközi játékvezetéstől 1937-ben  búcsúzott. Válogatott mérkőzéseinek száma: 23.

#### Világbajnokság
A világbajnoki döntőhöz vezető úton Olaszországba a II., az 1934-es labdarúgó-világbajnokságra a FIFA JB bíróként alkalmazta.
| Időpont          | Helyszín                     | Mérkőzés típusa           | Mérkőzés           | Eredmény | Nézők száma |
| ---------------- | ---------------------------- | ------------------------- | ------------------ | -------- | ----------- |
| 1934. április 8. | Olimpiai Stadion, Amszterdam | előselejtező (7. csoport) | Hollandia–Írország | 5 – 2    | 10 000      |

#### Skandináv Bajnokság
| Időpont          | Helyszín               | Mérkőzés típusa | Mérkőzés            | Eredmény |
| ---------------- | ---------------------- | --------------- | ------------------- | -------- |
| 1929. június 18. | Ullevaal Stadion, Oslo | csoportmérkőzés | Norvégia–Finnország | 4 – 0    |

##### Olimpia
Az 1936. évi nyári olimpiai játékok labdarúgó tornájának találkozóin a FIFA JB bíróként foglalkoztatta. A FIFA JB elvárásának megfelelően, ha nem vezetett, akkor működő társának segített partbíróként. A döntő mérkőzésen Peco Bauwens munkáját segítette. Vezetett mérkőzéseinek száma: 1 + 2 (partbíró).
| Időpont             | Helyszín                 | Mérkőzés típusa   | Mérkőzés             | Partbírók                                     | Eredmény | Nézők száma |
| ------------------- | ------------------------ | ----------------- | -------------------- | --------------------------------------------- | -------- | ----------- |
| 1936. augusztus 7.  | Mommsen Stadion, Berlin  | egyik negyeddöntő | Olaszország–Japán    | Badr El Din (egyiptomi/Fuad Hafiz (egyiptomi) | 8 – 0    | 8 000       |
| 1936. augusztus 15. | Olimpiai Stadion, Berlin | döntő             | Olaszország–Ausztria | Otto Ohlsson/Herczka Pál                      | 2 – 1    | 85 000      |

## Magyar vonatkozás
| Időpont              | Helyszín                    | Mérkőzés típusa          | Mérkőzés                   | Eredmény | Nézők száma |
| -------------------- | --------------------------- | ------------------------ | -------------------------- | -------- | ----------- |
| 1932. szeptember 18. | Üllői úti Stadion, Budapest | 159. válogatott mérkőzés | Magyarország–Csehszlovákia | 2 – 1    | 25 000      |